# Herbert Klemig

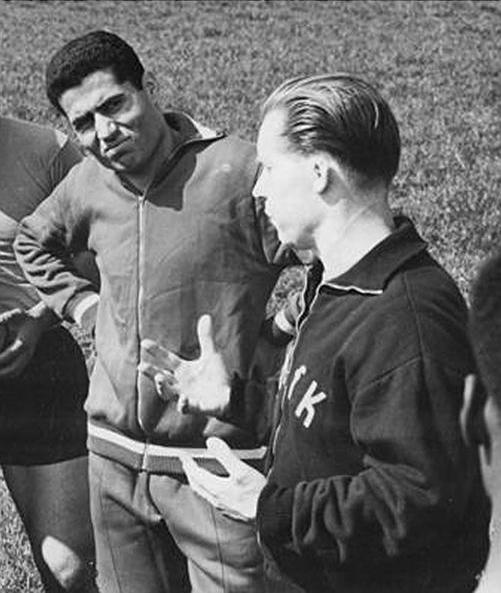
Herbert Klemig (rechts) als DHfK-Lehrer 1967

Herbert Klemig (* 29. März 1918; † 8. November 2000) war ein deutscher Fußballspieler, Fußballtrainer und Dozent in der Trainerausbildung.

## Sportliche Laufbahn
Im deutschlandweiten Fußballgeschehen tauchte Herbert Klemig erstmals 1938 auf. Mit dem Riesaer SV bestritt er dessen beide Vorrundenspiele im Tschammerpokal. Nach dem Ende des Zweiten Weltkriegs spielte er in Altenburg, wo er mit der SG Altenburg-Nord 1949 Thüringer Vizemeister wurde. Damit hatte sich die Mannschaft für die Ostzonen-Fußballliga (später DDR-Oberliga) qualifiziert. In die Saison 1949/50 gingen die Altenburger unter der Bezeichnung ZSG Altenburg mit Klemig als Spielertrainer. Er setzte sich selbst sowohl als Mittelfeldspieler wie auch als Stürmer in allen 26 Punktspielen ein. In der DDR-Oberliga-Saison 1950/51 bestritt er 31 der 34 Oberligaspiele und erzielte dabei fünf Tore. Vom 7. Spieltag bis zum Saisonende wurde er von Heinz Kapitän als Trainer vertreten. Im Januar 1951 wurde die Zentrale Sportgemeinschaft in die Betriebssportgemeinschaft (BSG) Stahl umstrukturiert. Zur Saison 1951/52 kehrte Klemig als Spielertrainer zurück und stellte sich durchgehend im Mittelfeld auf. Er fehlte nur in einer Begegnung und kam einmal zum Torerfolg, konnte aber den Abstieg in die zweitklassige DDR-Liga nicht verhindern. Die DDR-Liga-Saison 1952/53 begann Klemig im Alter von 34 Jahren und bestritt in der nun als BSG Motor Altenburg antretenden Mannschaft nur noch neun Ligaspiele. Nachdem die BSG unter seiner Trainertätigkeit den Wiederaufstieg verpasst hatte, trat Klemig im Sommer 1953 als Spieler und Trainer zurück. Während seiner Zeit im DDR-Fußball absolvierte er als Spieler 92 Oberligaeinsätze (sechs Tore) und neun Spiele (ohne Tor). Außerdem bestritt er ein Spiel für die Thüringer Landesauswahl.
In den 1950er Jahren war er Assistenztrainer der DDR-Nationalmannschaft und arbeitete danach bis zu seiner Pensionierung 1983 in der Trainerausbildung an der Deutschen Hochschule für Körperkultur (DHfK) in Leipzig.